# Rosa taiwanensis
Rosa taiwanensis är en rosväxtart som beskrevs av Takenoshin Nakai. Rosa taiwanensis ingår i släktet rosor, och familjen rosväxter. Inga underarter finns listade i Catalogue of Life.